# 烏克蘭國徽
烏克蘭國徽為藍色的盾徽，中間是金色的三叉戟。這個圖案最初是留里克王朝的紋章圖案，1918年3月22日曾被立為烏克蘭人民共和國國徽。1992年2月19日經烏克蘭最高拉達採納作為國徽。

## 歷史上的國徽

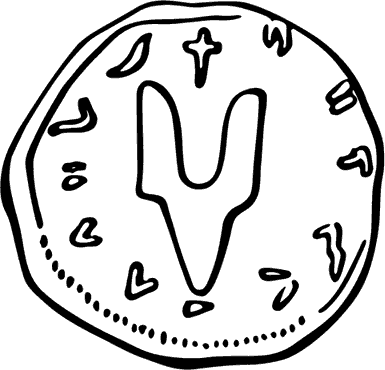
斯维亚托斯拉夫一世的徽章
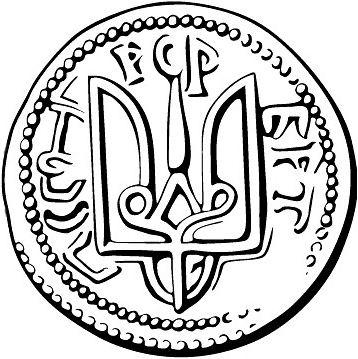
弗拉基米尔一世时期硬币上的图案
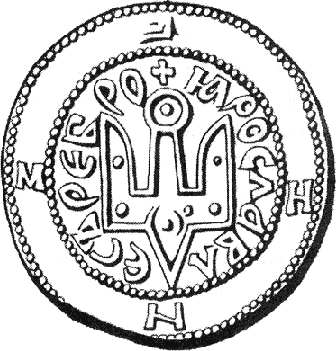
智者雅罗斯拉夫的徽章
罗斯王国（西乌克兰）国徽
乌克兰国国徽
乌克兰民族主义者组织

### 乌克兰国国徽

乌克兰国国徽（1918年）

### 西乌克兰人民共和国国徽
西乌克兰人民共和国国徽启用于其独立时，与今日国徽略有不同，中间為金黃色的獅子。

西乌克兰人民共和国国徽（1918年－1919年）

### 烏克蘭人民共和國國徽
烏克蘭人民共和國國徽啟用於其獨立時，與今國徽相似。

烏克蘭人民共和國國徽（1918）
烏克蘭人民共和國大國徽（1918）

### 喀尔巴阡卢森尼亚徽章

喀尔巴阡卢森尼亚徽章
外喀尔巴阡州徽章

### 烏克蘭蘇維埃社會主義共和國國徽
| 乌克兰苏维埃社会主义共和国国徽 | 乌克兰苏维埃社会主义共和国国徽 | 乌克兰苏维埃社会主义共和国国徽 | 乌克兰苏维埃社会主义共和国国徽 |
| ------------------------------ | ------------------------------ | ------------------------------ | ------------------------------ |
|                                |                                |                                |                                |
| 1919年-1929年                  | 1929年-1937年                  | 1937-1949年                    | 1949-1992年                    |

### 其他版本

徽章上的步枪兵徽章
乌克兰民族主义者组织 1929 - 2010
乌克兰民族主义者组织 1940年至1958年
党卫队第14武装掷弹兵师（第1乌克兰人）
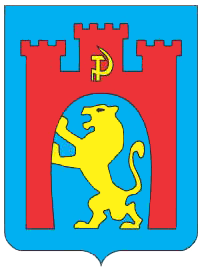
苏联利沃夫（1967 - 1990年）
（1374-1796）的卡缅涅茨 - 波多利斯基（Kamianets-Podilskyi）市的波格罗斯卡（Pogon Ruska）的变化直到俄罗斯帝国占领波多利亚
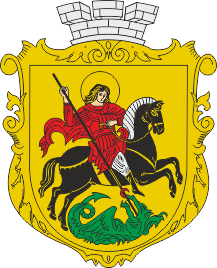
无髯拉斯克的变化为涅任城市
一月起义 波兰 - 立陶宛 -鲁塞尼亚联邦的徽章
烏克蘭小國徽（1992年）

### 大国徽

1996年的提案
2021年通過一讀的提案

烏克蘭憲法曾提及要設計大國徽，但從來沒有被採納。然而，大國徽又被刊載在不同文獻之中。在这个变体中，盾牌由左侧的加利西亚徽章和身着传统服装的哥萨克支持，手持一个滑膛枪，是科扎克的象征 哥萨克将军的职权在右边。徽章上加有弗拉基米尔大帝的冠冕，象征着乌克兰主权，底部装饰着荚和小麦。
乌克兰议会必须通过大国徽的正式通过，得到乌克兰议会三分之二多数的赞成。
自1991年乌克兰独立以来，乌克兰政府曾四次尝试制作官方国徽，但均以失败告终。 国徽的正式通过必须得到乌克兰议会最高拉达三分之二多数票（300 票）的认可二读通过 。
2020年8月25日，最高拉达指示什米哈尔政府在乌克兰独立30周年之际及时通过乌克兰官方国徽。 2021年8月24日，乌克兰独立30周年纪念日，最高拉达以257票一读通过了赞成设立乌克兰官方国徽。